# スワンソング (KinKi Kidsの曲)
『スワンソング』は、KinKi Kidsの29枚目のシングル。 2009年10月28日発売。発売元はジャニーズ・エンタテイメント。

## 解説
前作『約束』からちょうど9か月でのリリース。初回盤と通常盤で3曲目として収録されている楽曲が異なる。

## チャート成績
2009年11月9日付のオリコン週間ランキングで、初週16.0万枚を売り上げ、初登場1位を獲得した。デビューシングル『硝子の少年』から29作連続での首位獲得となり、自身の持つギネス記録を更新した。

## 収録曲

### 初回限定盤
1. スワンソング
（作詞：松本隆 / 作曲：瀬川浩平 / 編曲：ha-j / ストリングスアレンジ：佐藤泰将）
前述の通り、作詞には「薄荷キャンディー」以来6年ぶりに松本隆を迎えた。KinKi Kidsの2人は、「（松本に）この曲に命を吹き込んでもらいたい。」と思い自ら松本に作詞を依頼した[4]。
スワンソングとは詩人・作曲家・演奏家などの生前最後の作品・曲・演奏をいう。死ぬ間際の白鳥は、最も美しい声で歌うという伝説から生まれた言葉である。松本はアンナ・パヴロワの舞台「白鳥の湖」での瀕死の白鳥の演技を見て、全身で表現された死にゆく白鳥の美しさを歌詞に込めた。「鳥は死ぬ間際が一番美しく、一番きれいな声で鳴くと思う。『終わり良ければ全て良し』との言葉の通り、人間が一番大事なときもそのような時であり、後悔したくないとも思う。その『自分のやりたいことのある意味での極地』である『もっとも美しいもの』をやってみたかった。」と語った。[5]
出版者：ブライト・ノート・ミュージック
2. サマルェカダス 〜another oasis〜
（作詞・作曲：マシコタツロウ / 編曲：佐藤泰将）
出版者：ブライト・ノート・ミュージック
3. 深紅の花
（作詞：Satomi / 作曲：鈴木盛広 / 編曲：吉田建 / ストリングスアレンジ：旭純）
出版者：ブライト・ノート・ミュージック
4. スワンソング -Backing Track-

### 通常盤
1. スワンソング
2. サマルェカダス 〜another oasis〜
3. 面影
（作詞：前田たかひろ / 作曲：原一博 / 編曲：CHOKKAKU）
出版者：ブライト・ノート・ミュージック

## 楽曲の収録アルバム
- スワンソング
  - J album
  - The BEST
- サマルェカダス 〜another oasis〜

（アルバム未収録）
- 深紅の花

（アルバム未収録）
- 面影

（アルバム未収録）

## 映像作品
- スワンソング
  - J album（初回限定盤）
  - KinKi Kids concert tour J
  - KinKi Kids 2010-2011 〜君も堂本FAMILY〜
  - K album（初回限定盤）
  - King・KinKi Kids 2011-2012
  - KinKi Kids Concert -Thank you for 15years- 2012-2013
  - KinKi Kids Concert 2013-2014「L」
  - KinKi Kids Concert 「Memories & Moments」
  - 2015-2016 Concert KinKi Kids
  - We are KinKi Kids Dome Concert 2016-2017 TSUYOSHI & YOU & KOICHI
  - KinKi Kids CONCERT 20.2.21 -Everything happens for a reason-
  - KinKi Kids O正月コンサート2021
  - KinKi Kids Concert 2022-2023 24451〜The Story of Us〜
  - P album（初回盤B）
  - KinKi Kids Concert 2023-2024 〜Promise Place〜
  - 39 Very much
- 深紅の花
  - KinKi Kids concert tour J